# Куприн на Дону
Александр Иванович Куприн ( 1870 — 1938) — русский писатель и переводчик посетил Дон в 1899 году.

## История пребывания на Дону
А. И. Куприн приехал на  донскую землю в составе Сумской театральной труппы на гастроли и носил сценический псевдоним Васильев. В Новочеркасске труппа разместилась в гостинице "Европейской", располагавшейся на углу Атаманской и Александровской улиц. Рядом с гостиницей находился театр, где Сумская труппа дала несколько спектаклей. Далее располагалась редакция газеты "Донская речь". В этой газете (декабрь 1899, январь и февраль 1900 годов) Куприн опубликовал свои рассказы "Погибшая сила", "Ингельштадский палач", очерк "В огне". Писатель познакомился с местными художниками, в частности, с Иваном Ивановичем Крыловым, ставшим впоследствии известным не только в России, но и в Западной Европе. В последующие свои наезды на Дон (по пути в Ялту и обратно) Александр Иванович Куприн останавливался в доме Крылова на углу Сенной и Городовой улиц. В свою очередь и Крылов с семьёй гостил у Куприна в Гатчине. В 1912 году писатель подарил художнику книгу своих рассказов с надписью славянским шрифтом:
Иоанну Иоанновичу Крылову - А.И. Куприн. Гатчина. 1912.
В декабре 1899 года Александр Куприн с труппой побывал в Ростове-на-Дону и  Таганроге. В популярной ростовской газете "Приазовский край" увидел свет рассказ Александра Ивановича "В недрах земных". В начале века именно в Ростове-на-Дону отдельным изданием была выпущена повесть Куприна "Молох". В последующие годы, уже знаменитый на всю Россию, писатель Куприн не раз поездом бывал на донской земле. Имя его носят улицы и переулки многих городов и станиц Ростовской области.